# Ponte a cantar
Ponte a cantar is een Spaanstalig nummer van de Puerto Ricaanse muzikant José Feliciano. Het is afkomstig van zijn album Tu inmenso amor uit 1987. In mei 1988 werd het nummer in Europa op single uitgebracht.

## Achtergrond
Met "Ponte a cantar" bereikte Feliciano in zijn thuisland Puerto Rico géén hitlijsten. De plaat werd uitsluitend een hit in het Nederlandse taalgebied.
In Nederland was de plaat op vrijdag 27 mei 1988 Veronica Alarmschijf op Radio 3 en werd mede hierdoor een radiohit in de destijds twee landelijke hitlijsten op de nationale publieke popzender. De plaat bereikte de 13e positie in de Nederlandse Top 40 en de 19e positie in de Nationale Hitparade Top 100.
In België bereikte de plaat de  15e positie in de voorloper van de Vlaamse Ultratop 50 en de 24e positie in de Vlaamse Radio 2 Top 30. In Wallonië werd géén notering behaald. Hiermee was het Feliciano zijn eerste hit in 16 jaar, maar ook meteen zijn laatste. Buiten het Nederlandse taalgebied bereikte de plaat nergens de hitlijsten.

## Tracklijst
- 7" vinylsingle

1. "Ponte a cantar" - 3:56
2. "Sería fácil" - 2:53